# Chaetarcturus brunneus
Chaetarcturus brunneus är en kräftdjursart som först beskrevs av Frank Evers Beddard 1886.  Chaetarcturus brunneus ingår i släktet Chaetarcturus och familjen Antarcturidae.

## Underarter
Arten delas in i följande underarter:
- C. b. brunneus
- C. b. spinulosus